# Inercia mecánica
La inercia mecánica es la tendencia de los cuerpos a mantener el estado de movimiento o  reposo en el que se encuentran. El cual no se modifica a menos que actúen fuerzas externas sobre su masa.
También puede considerarse la inercia como la tendencia de los cuerpos a mantener su estado, sea de reposo o de movimiento, hasta que una fuerza externa modifique dicho estado. Existen dos tipos de inercia mecánica denominados como:
- Equilibrio traslacional, relacionada con la masa total de un cuerpo.
- Equilibrio rotacional, relacionada con la distribución de la masa de un cuerpo en torno a su centro de masas.

## Fuerza de inercia
De acuerdo con la evidencia empírica, un cuerpo de masa m, al que se le aplica una fuerza cambia su estado de movimiento acelerándose, de acuerdo con la segunda ley de Newton, este hecho se expresa matemáticamente por la relación:

(1){\displaystyle F=ma\,}

Donde F es la fuerza y a la aceleración medidas desde un sistema inercial cualquiera. Esta fuerza que aparece en la ecuación (1) puede ser interpretada como la inercia o resistencia que el cuerpo opone a ser acelerado, razón por la cual se llama fuerza de inercia. Coincide con la fuerza que notaríamos si nosotros mismos tratáramos de empujar un cuerpo de masa m y con la aceleración de (1).
Obviamente cuanto más masa tenga un cuerpo tanta más fuerza de inercia tendrá, y cuanto mayor sea la aceleración que queramos imprimirle mayor será su inercia, esta fuerza a vencer, la inercia, tendrá que ser compensada con la fuerza aplicada al cuerpo, que será la causa de su aceleración

### Expresión vectorial
Si sobre el cuerpo actúan varias fuerzas y en distintas direcciones, podemos adoptar la representación vectorial:

{\displaystyle \sum _{i=1}^{n}{\vec {F}}_{i}=m{\vec {a}}}

Donde la suma de todas las fuerzas que actúan sobre un cuerpo, su fuerza resultante, es equivalente a la suma vectorial de todas las fuerzas que intervienen. También puede expresarse como;

{\displaystyle \sum _{i=1}^{n}{\vec {F}}_{i}-m{\vec {a}}=0}

Que se suele denominar equilibrio dinámico, dado que la suma de todas las fuerzas que actúan sobre el cuerpo es igual a cero, la fuerza –ma, se llama fuerza de inercia, es una fuerza más en el equilibrio dinámico, su magnitud es ma, su dirección la misma que la de la aceleración del cuerpo, y su sentido el contrario al de la aceleración. Es una fuerza reactiva dado que se opone a la causa del movimiento.